# Liste der Baudenkmäler in Schaufling

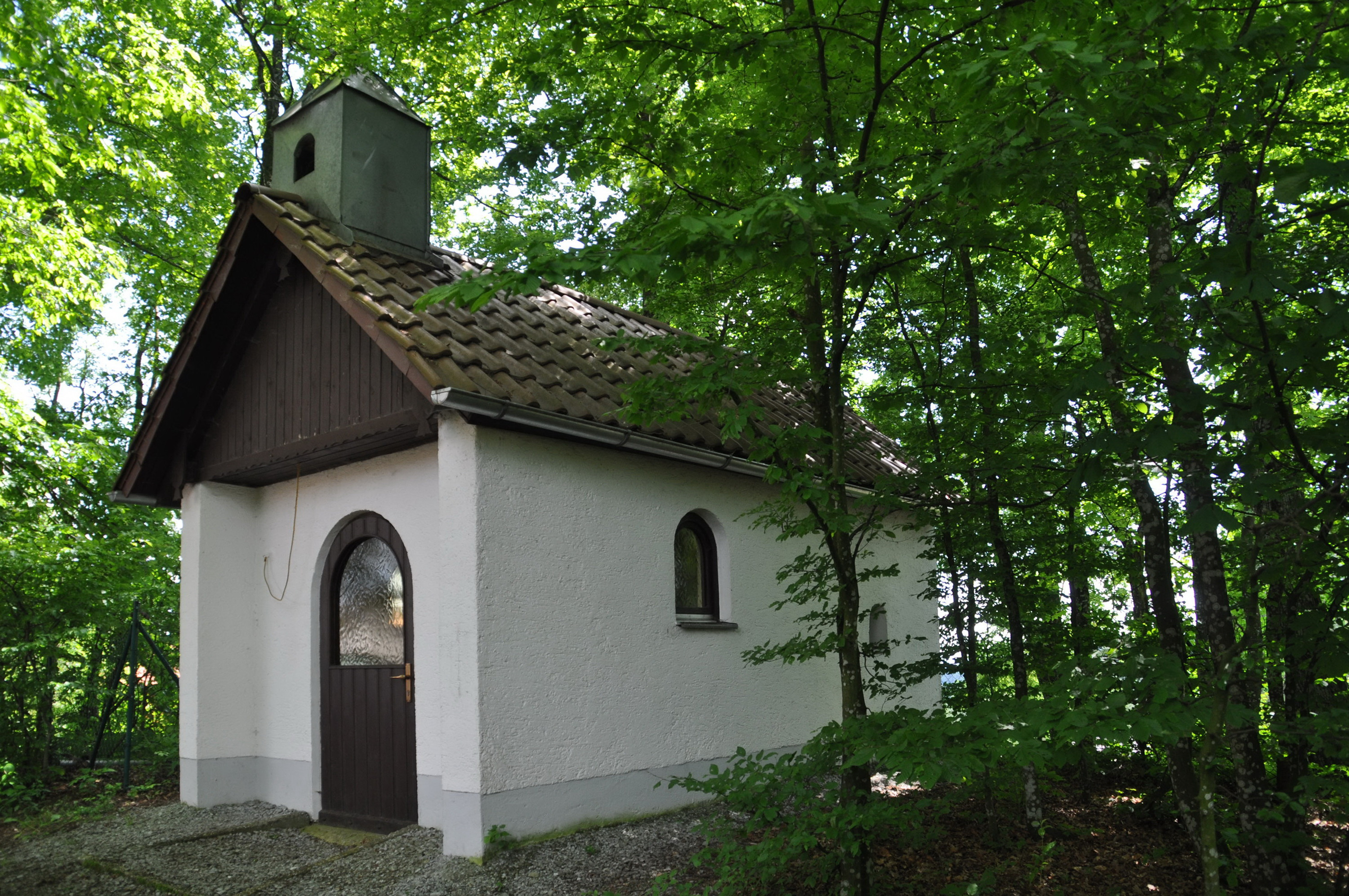
Nemeringer Dorfkapelle

Auf dieser Seite sind die Baudenkmäler in der niederbayerischen Gemeinde Schaufling zusammengestellt. Diese Tabelle ist eine Teilliste der Liste der Baudenkmäler in Bayern. Grundlage ist die Bayerische Denkmalliste, die auf Basis des Bayerischen Denkmalschutzgesetzes vom 1. Oktober 1973 erstmals erstellt wurde und seither durch das Bayerische Landesamt für Denkmalpflege geführt wird. Die folgenden Angaben ersetzen nicht die rechtsverbindliche Auskunft der Denkmalschutzbehörde.

## Ensembles

### Ensemble Weiler Ensbach
Das Ensemble umfasst die sieben alten Anwesen des Weilers Ensbach, denen sich im 19. Jahrhundert und in neuerer Zeit noch vier – zum Teil wieder abgegangene – Anwesen zugeordnet haben.
Der Ort liegt in den südlichen Ausläufern des Bayerischen Waldes über dem Ensbacher Tälchen zwischen hügeligen Ackerstreifen, Wiesen und Obstgärten; die Grundherrschaft lag jahrhundertelang überwiegend bei dem Kloster Niederaltaich. Die Bauernhöfe, meist dem 18. und frühen 19. Jahrhundert entstammend, reihen sich unregelmäßig zu beiden Seiten der gewundenen Dorfgasse; nur der Hof Nr. 1 (heute Ensbach 20) liegt etwas abseits erhöht und beherrscht das Ortsbild.
Die Höfe haben geschlossene Vierseit-, Dreiseit-, Haken- und Einfirstformen, die Wohnstallbauten sind zweigeschossig und gänzlich oder in den Obergeschossen in Blockbauweise errichtet; sie tragen flache vorstehende Satteldächer. Die Bedeutung des Ortsbildes beruht in der Häufung der historischen bäuerlichen Bauten, in der Vielzahl ihrer malerischen Werte und in den in die Kulturlandschaft übergehenden Ortsrändern, die an fast keiner Stelle durch Neubebauung verändert worden sind.
Aktennummer: E-2-71-148-1

## Baudenkmäler nach Ortsteilen

### Schaufling
| Lage                     | Objekt                                             | Beschreibung                                                                            | Akten-Nr.    | Bild           |
| ------------------------ | -------------------------------------------------- | --------------------------------------------------------------------------------------- | ------------ | -------------- |
| Hauptstraße 4 (Standort) | Katholische Pfarrkirche Zu den Vierzehn Nothelfern | historisierender Saalbau in unverputztem Naturstein mit Nordturm, 1887; mit Ausstattung | D-2-71-148-2 | weitere Bilder |
| Ruselstraße 5 (Standort) | Traidkasten                                        | geständerter Blockbau mit Flachsatteldach und Giebelschrot, Anfang 19. Jahrhundert      | D-2-71-148-5 | BW             |

### Böhaming
| Lage                  | Objekt      | Beschreibung                                                        | Akten-Nr.    | Bild |
| --------------------- | ----------- | ------------------------------------------------------------------- | ------------ | ---- |
| Böhaming 9 (Standort) | Traidkasten | geständerter Blockbau mit Flachsatteldach und Giebelschrot, um 1765 | D-2-71-148-7 | BW   |

### Ensbach
| Lage                  | Objekt                                 | Beschreibung | Akten-Nr.     | Bild |
| --------------------- | -------------------------------------- | --- | ------------- | ---- |
| Ensbach 5 (Standort)  | Ehemaliges Austrags- und Wohnstallhaus | Flachsatteldachbau mit Blockbau-Obergeschoss, Trauf- und Giebelschrot, erstes Drittel 19. Jahrhundert, Schrot bezeichnet 1889            | D-2-71-148-12 | BW   |
| Ensbach 6 (Standort)  | Wohnhaus eines Dreiseithofes           | Flachsatteldachbau mit Blockbau-Obergeschoss, zweiseitig umlaufendem Schrot und Hochschrot, 18./19. Jahrhundert, Dach modern aufgesteilt | D-2-71-148-11 | BW   |
| Ensbach 9 (Standort)  | Wohnstallhaus                          | Flachsatteldachbau mit Blockbau-Obergeschoss und Traufschrot, bezeichnet 1833                                                            | D-2-71-148-13 | BW   |
| Ensbach 26 (Standort) | Bauernhaus                             | Flachsatteldachbau mit Blockbau-Obergeschoss, weitem Dachvorstand und zwei giebelseitigen Balusterschroten, bezeichnet 1854              | D-2-71-148-10 | BW   |
| Ensbach 30 (Standort) | Ehemaliges Kleinbauernhaus             | Flachsatteldachbau mit Blockbau-Obergeschoss und Schroten, erste Hälfte 19. Jahrhundert                                                  | D-2-71-148-14 | BW   |

### Ensmannsberg
| Lage                      | Objekt      | Beschreibung | Akten-Nr.     | Bild |
| ------------------------- | ----------- | --- | ------------- | ---- |
| Ensmannsberg 2 (Standort) | Waldlerhaus | zweigeschossiger, teilweise ausgemauerter Blockbau mit Flachsatteldach und Giebelschrot, bezeichnet 1756                 | D-2-71-148-15 | BW   |
| Ensmannsberg 3 (Standort) | Bauernhaus  | Flachsatteldachbau mit teilweise verputztem Blockbau-Obergeschoss und zwei giebelseitigen Schroten, Ende 18. Jahrhundert | D-2-71-148-16 | BW   |

### Geßnach
| Lage                 | Objekt                     | Beschreibung | Akten-Nr.     | Bild |
| -------------------- | -------------------------- | --- | ------------- | ---- |
| Geßnach 7 (Standort) | Ehemaliges Kleinbauernhaus | zweigeschossiger Blockbau mit Flachsatteldach, giebelseitigem Schrot und verschaltem Giebelfeld, Erdgeschoss 17. Jahrhundert, Obergeschoss Mitte 19. Jahrhundert | D-2-71-148-18 | BW   |
| Geßnach 9 (Standort) | Ehemaliges Wohnstallhaus   | zweigeschossiger Blockbau mit Flachsatteldach, zweiseitig umlaufendem Schrot und Hochschrot, erstes Drittel 19. Jahrhundert                                      | D-2-71-148-17 | BW   |

### Hainstetten
| Lage                      | Objekt                   | Beschreibung | Akten-Nr.     | Bild |
| ------------------------- | ------------------------ | --- | ------------- | ---- |
| Hainstetten 67 (Standort) | Ehemaliges Wohnstallhaus | zweigeschossiger, teilweise ausgemauerter Blockbau mit Flachsatteldach und Schroten, erstes Drittel 19. Jahrhundert; Stadel, hölzerner Satteldachbau mit westlichem Halbwalm, 19. Jahrhundert | D-2-71-148-19 | BW   |

### Martinstetten
| Lage                        | Objekt  | Beschreibung                                           | Akten-Nr.     | Bild |
| --------------------------- | ------- | ------------------------------------------------------ | ------------- | ---- |
| In Martinstetten (Standort) | Kapelle | Satteldachbau, noch 18. Jahrhundert, Dachreiter modern | D-2-71-148-20 | BW   |

### Muckenthal
| Lage                    | Objekt | Beschreibung                                                                                       | Akten-Nr.     | Bild |
| ----------------------- | ------ | -------------------------------------------------------------------------------------------------- | ------------- | ---- |
| Muckenthal 2 (Standort) | Stadel | zweitenniger Holzbau mit Steildach, zweite Hälfte 18. Jahrhundert, traufseitige Erweiterung später | D-2-71-148-21 | BW   |

### Nadling
| Lage                  | Objekt                   | Beschreibung | Akten-Nr.     | Bild |
| --------------------- | ------------------------ | --- | ------------- | ---- |
| Nadling 49 (Standort) | Ehemaliges Wohnstallhaus | Flachsatteldachbau mit Blockbau-Obergeschoss, umlaufendem Balusterschrot und Hochbalkon, Anfang 19. Jahrhundert | D-2-71-148-22 | BW   |
| In Nadling (Standort) | Kapelle                  | Satteldachbau mit hölzernem Dachreiter, Mitte 19. Jahrhundert; mit Ausstattung                                  | D-2-71-148-23 | BW   |

### Nemering
| Lage                   | Objekt  | Beschreibung                                                       | Akten-Nr.     | Bild    |
| ---------------------- | ------- | ------------------------------------------------------------------ | ------------- | ------- |
| Nemering 48 (Standort) | Kapelle | Satteldachbau mit Dachreiter, 18./19. Jahrhundert; mit Ausstattung | D-2-71-148-25 | Kapelle |

### Penk
| Lage                 | Objekt  | Beschreibung                                                  | Akten-Nr.     | Bild |
| -------------------- | ------- | ------------------------------------------------------------- | ------------- | ---- |
| Hölläcker (Standort) | Kapelle | Satteldachbau mit Figurennische, erste Hälfte 19. Jahrhundert | D-2-71-148-26 | BW   |

### Sanatorium am Hausstein
| Lage                   | Objekt     | Beschreibung                                                                                                | Akten-Nr.     | Bild       |
| ---------------------- | ---------- | --- | ------------- | ---------- |
| Hausstein 2 (Standort) | Sanatorium | viergeschossiger neubarocker Mansardwalmdachriegel mit Risaliten und Dachreitern, von Hans Grässel, 1906–08 | D-2-71-148-27 | Sanatorium |

### Sicking
| Lage                  | Objekt                           | Beschreibung        | Akten-Nr.     | Bild |
| --------------------- | -------------------------------- | ------------------- | ------------- | ---- |
| Angeräcker (Standort) | Totenbrettergruppe, mit Wegkreuz | 19./20. Jahrhundert | D-2-71-148-28 | BW   |

### Urlading
| Lage                  | Objekt                      | Beschreibung | Akten-Nr.     | Bild |
| --------------------- | --------------------------- | --- | ------------- | ---- |
| Urlading 1 (Standort) | Wohnhaus eines Dreiseithofs | Flachsatteldachbau mit teilweise verschindeltem Blockbau-Obergeschoss und Traufschrot, erstes Drittel 19. Jahrhundert | D-2-71-148-31 | BW   |
| Urlading 2 (Standort) | Bauernhaus                  | Flachsatteldachbau mit teilweise verschindeltem Blockbau-Obergeschoss und Balusterschroten, bezeichnet 1814           | D-2-71-148-29 | BW   |

### Wetzenbach
| Lage                     | Objekt     | Beschreibung                                                                                           | Akten-Nr.     | Bild |
| ------------------------ | ---------- | --- | ------------- | ---- |
| Wetzenbach 10 (Standort) | Bauernhaus | Flachsatteldachbau mit Blockbau-Obergeschoss, umlaufendem Schrot und Hochschrot, Mitte 19. Jahrhundert | D-2-71-148-32 | BW   |

### Wotzmannsdorf
| Lage                        | Objekt  | Beschreibung                                                                    | Akten-Nr.     | Bild |
| --------------------------- | ------- | ------------------------------------------------------------------------------- | ------------- | ---- |
| Wotzmannsdorf 17 (Standort) | Kapelle | kleiner Satteldachbau mit verschaltem Vordach, 19. Jahrhundert; mit Ausstattung | D-2-71-148-34 | BW   |

### Keinem Gemeindeteil zugeordnet
| Lage         | Objekt                                                                              | Beschreibung | Akten-Nr.     | Bild |
| ------------ | ----------------------------------------------------------------------------------- | --- | ------------- | ---- |
| Unterfeld () | Bauten der ehemaligen Reichsautobahnstrecke 87 von Regensburg nach Passau (Los 135) | Feldwegunterführung, Stahlbetonbrücke mit Natursteinverkleidung an den Durchfahrtsseiten; drei Wasserdurchlässe, teilweise mit Natursteinverkleidung und Kanalschacht; Probemauer für Hangsicherung, Granitbruchstein, jeweils zur Hälfte als Trockenmauerwerk und mit Mörtel verbundenem Mauerwerk; Firma Max Streicher, 1939 | D-2-71-148-42 |      |

## Ehemalige Baudenkmäler
In diesem Abschnitt sind Objekte aufgeführt, die früher einmal in der Denkmalliste eingetragen waren, jetzt aber nicht mehr. Objekte, die in anderem Zusammenhang also z. B. als Teil eines Baudenkmals weiter eingetragen sind, sollen hier nicht aufgeführt werden. Aktennummern in diesem Abschnitt sind ehemalige, jetzt nicht mehr gültige Aktennummern.

| Lage                                  | Objekt                    | Beschreibung | Akten-Nr.     | Bild |
| ------------------------------------- | ------------------------- | --- | ------------- | ---- |
| Schaufling Ruselstraße 3 (Standort)   | Traidkasten               | geständerter verbretterter Blockbau mit Flachsatteldach, zweite Hälfte 18. Jahrhundert                                       | D-2-71-148-6  | BW   |
| Ensbach Ensbach 20 (Standort)         | Ehemaliger Einfirsthof    | Flachsatteldachbau mit Blockbau-Obergeschoss und umlaufendem Schrot, erstes Drittel 19. Jahrhundert                          | D-2-71-148-9  | BW   |
| Wulreiching Wulreiching 13 (Standort) | Ehemaliger Mitterstallbau | Flachsatteldachbau mit Blockbau-Obergeschoss, zweiseitig umlaufendem Schrot und Hochschroten, erstes Drittel 19. Jahrhundert | D-2-71-148-35 | BW   |